# Thinocorus
Thinocorus är ett släkte i familjen frösnäppor inom ordningen vadarfåglar. Släktet omfattar endast nu levande två arter som båda förekommer i Sydamerika:
- Gråbröstad frösnäppa (T. orbignyianus)
- Mindre frösnäppa (T. rumicivorus)

Ytterligare en art, Thinocorus koepckeae, finns beskriven från sen pleistocen i Peru.